# Ilisha novacula
Ilisha novacula is een straalvinnige vissensoort uit de familie van de haringen, sardienen en pellona's (Pristigasteridae). De wetenschappelijke naam van de soort is voor het eerst geldig gepubliceerd in 1847 door Valenciennes.